# João Teodoro Xavier de Matos
João Teodoro Xavier de Matos (Mogi Mirim, 1 de mayo de 1828 - São Paulo, 31 de octubre de 1878) fue un abogado, profesor y político brasileño. Ocupó la presidencia de la provincia de São Paulo entre 1872 y 1875.
Graduado en la Facultad de Derecho en 1853, fue profesor de derecho civil y procurador de la Tesorería de Hacienda. Es considerado uno de los primeros urbanistas de Brasil al promover, durante su gobierno, importantes reformas en el trazado urbano de la capital provincial.